# Branislav Pokrajac
Branislav Pokrajac, jugoslovanski (srbski; srbsko Бранислав Покрајац) rokometaš, * 27. januar 1947, Beograd, † 5. april 2018.
Leta 1972 je na poletnih olimpijskih igrah v Münchnu v sestavi jugoslovanske rokometne reprezentance osvojil zlato olimpijsko medaljo.
Udeležil se je tudi poletnih olimpijskih igrah leta 1976 v Montrealu, kjer je jugoslovanska rokometna reprezentanca osvojila peto mesto.